# Drosophila lepidobregma
Drosophila lepidobregma är en tvåvingeart som först beskrevs av Elmo Hardy 1965.  Drosophila lepidobregma ingår i släktet Drosophila och familjen daggflugor.
Artens utbredningsområde är Hawaii.